# パイプフィッシュ (潜水艦)
パイプフィッシュ (USS Pipefish, SS/AGSS-388) は、アメリカ海軍の潜水艦。バラオ級潜水艦の一隻。艦名はヨウジウオに因んで命名された。

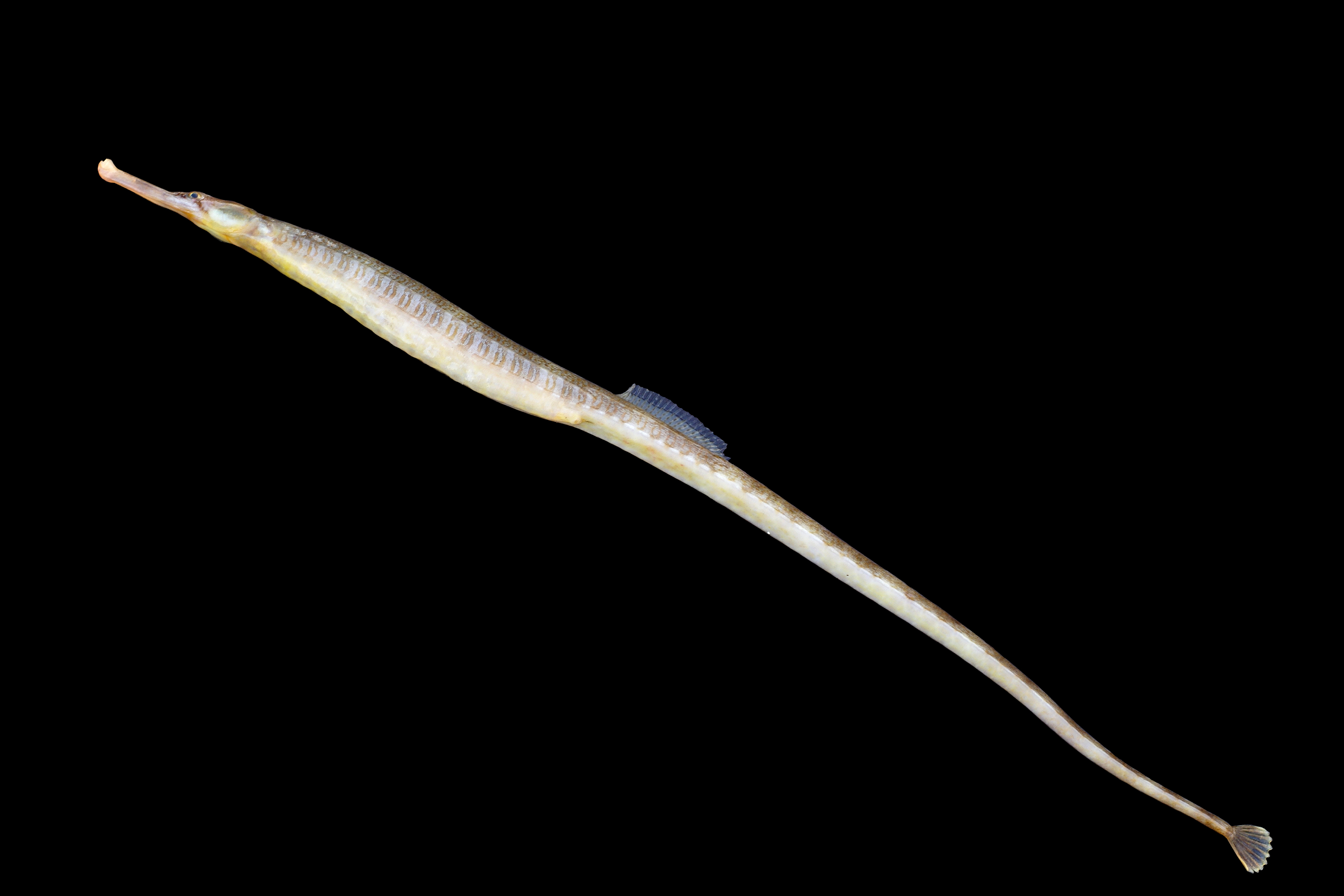
グレーター・パイプフィッシュ（Greater pipefish）

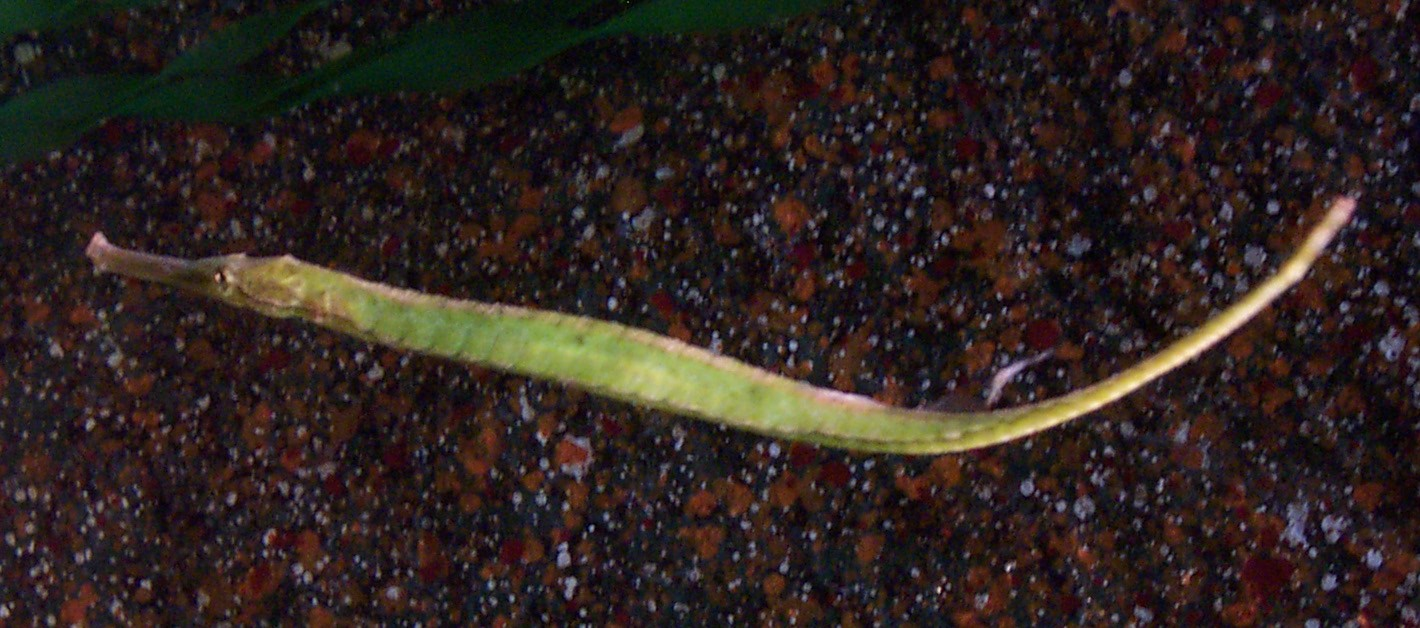
アリゲーター・パイプフィッシュ（Alligator pipefish）

## 艦歴
パイプフィッシュは1943年5月31日にメイン州キタリーのポーツマス海軍造船所で起工した。10月12日にジョージ・J・ベイツ夫人によって命名、進水し、1944年1月2日に艦長ウィリアム・N・デラゴン少佐（アナポリス1934年組）の指揮下就役する。パイプフィッシュは東海岸での訓練後パナマ運河を経由して真珠湾に向かい、5月3日に到着した。

### 第1、第2の哨戒 1944年5月 - 9月
5月24日、パイプフィッシュは最初の哨戒でマリアナ諸島方面に向かった。パイプフィッシュはサイパン島侵攻前の空母機動部隊（マーク・ミッチャー中将）による攻撃の救助任務を担当、近隣海域にはカヴァラ (USS Cavalla, SS-244) が配備されていた。6月12日にはパイロット1名を救助した。さらに西へスリガオ海峡に向かい、マリアナ沖海戦から撤退する日本海軍艦艇を迎え撃つべく態勢を整えたが、日本海軍艦艇は結局スリガオ海峡を通過しなかった。7月16日、パイプフィッシュは52日間の行動を終えてマジュロに帰投した。
8月6日、パイプフィッシュは2回目の哨戒で日本の本州近海に向かった。9月12日、パイプフィッシュは北緯33度32分 東経135度55分 / 北緯33.533度 東経135.917度の地点で第七博鉄丸（西海汽船、1,018トン）を撃沈した。攻撃後、護衛艦からの反撃を受け、パイプフィッシュは艦底を3度も海底に着けたものの、ダメージはなかった。9月18日には北緯32度49分 東経154度22分 / 北緯32.817度 東経154.367度の地点で六甲丸（東亜海運、3,038トン）を撃破した。9月12日、パイプフィッシュは52日間の行動を終えて真珠湾に帰投した。

### 第3、第4、第5、第6の哨戒 1944年10月 - 9月
10月28日、パイプフィッシュは3回目の哨戒でパンパニト (USS Pampanito, SS-383) 、シーキャット (USS Sea Cat, SS-399)、シーレイヴン (USS Searaven, SS-196) とウルフパックを構成してルソン海峡および南シナ海方面に向かった。12月3日、パイプフィッシュは北緯06度31分 東経106度12分 / 北緯6.517度 東経106.200度の地点で南下してくるヒ83船団を僚艦とともに迎え撃ち、パンパニトがタンカー誠心丸（日本油槽船、5,239トン）の船尾に魚雷を命中させ航行不能に陥らせたのに続いて、パイプフィッシュは船団後尾にいた第64号海防艦を雷撃して撃沈した。1945年1月6日、パイプフィッシュは70日間の行動を終えてマジュロに帰投した。
1月31日、パイプフィッシュは4回目の哨戒で南西諸島方面に向かった。この哨戒では主に撃墜された航空機のパイロット救助任務を行った。3月26日、パイプフィッシュは53日間の行動を終えて真珠湾に帰投した。
4月28日、パイプフィッシュは5回目の哨戒で日本近海に向かった。この哨戒でもB-29の乗員の救助任務に就き、5月26日、29日、6月10日に合計8名の乗員を救助した。6月16日、パイプフィッシュは47日間の行動を終えてミッドウェー島に帰投。艦長がアレクサンダー・L・レドン（アナポリス卒業年次不明）に代わった。
7月15日、パイプフィッシュは6回目の哨戒で日本近海に向かった。この哨戒でも主任務は南西諸島および九州東方での救助任務であった。また、哨戒中にパイプフィッシュは8個の機雷を破壊した。パイプフィッシュは8月15日の終戦を洋上で迎えた。8月28日、パイプフィッシュは42日間の行動を終えて真珠湾に帰投した。
パイプフィッシュは第二次世界大戦の戦功で6個の従軍星章を受章した。

### 戦後
パイプフィッシュは真珠湾に帰投後、しばらく後に西海岸へ向かった。その後パイプフィッシュは1946年3月19日に退役し、太平洋予備役艦隊入りした。長く使用されることがないまま、1962年12月1日に AGSS-388 （実験潜水艦）へ艦種変更される。パイプフィッシュは1967年3月1日に除籍され、1969年1月20日に売却された。